# ترافيس ماكابي
ترافيس ماكابي (بالإنجليزية: Travis McCabe)‏ (و. 1989  م) هو راكب دراجة هوائية أمريكي، ولد في بريسكوت.

## سجل الفوز

### سباقات أو مراحل فاز بها
| التاريخ       | السباق                                                                            | المركز                  |
| ------------- | --------------------------------------------------------------------------------- | ----------------------- |
| 18 أبريل 2014 | 2014 Winston Salem Cycling Classic                                                | الفائز في التصنيف العام |
| 28 مايو 2016  | بطولة الولايات المتحدة لسباق الدراجات على الطريق 2016                             | المركز الثالث           |
| 07 أغسطس 2016 | طواف يوتا 2016                                                                    | الثالث في تصنيف النقاط  |
| 01 يناير 2017 | 2017 United States of America National Road Cycling Championships - Men Criterium | الفائز في التصنيف العام |
| 29 مايو 2017  | 2017 Winston-Salem Cycling Classic                                                | السادس في التصنيف العام |
| 06 أغسطس 2017 | طواف يوتا 2017                                                                    | الفائز في ترتيب النقاط  |
| 13 أغسطس 2017 | كولورادو كلاسيك 2017                                                              | الفائز في ترتيب النقاط  |
| 12 أغسطس 2018 | طواف يوتا 2018                                                                    | الفائز في ترتيب النقاط  |
| 19 أغسطس 2018 | كولورادو كلاسيك 2018                                                              | الثاني في تصنيف النقاط  |
| 01 يناير 2019 | 2019 United States of America National Road Cycling Championships - Men Criterium | الفائز في التصنيف العام |
| 21 مارس 2019  | طواف تايوان 2019                                                                  | الثالث في تصنيف النقاط  |
| 13 أبريل 2019 | طواف لانكاوي 2019                                                                 | الفائز في ترتيب النقاط  |
| 18 أغسطس 2019 | طواف يوتا 2019                                                                    | الفائز في ترتيب النقاط  |

## روابط خارجية
- ترافيس ماكابي على موقع الاتحاد الدولي للدراجات (الإنجليزية)
- ترافيس ماكابي على موقع أرشيف الدراجات (الإنجليزية)
- ترافيس ماكابي على موقع إحصائيات الدراجات الإحترافية (الإنجليزية)
- ترافيس ماكابي على موقع نسبة الدراجات (الإنجليزية)
- ترافيس ماكابي على موقع CycleBase (الإنجليزية)